# Luci Calpurni Pisó Frugi (pretor 74 aC)
Luci Calpurni Pisó Frugi (en llatí Lucius Calpurnius Piso Frugi) va ser un magistrat romà. Formava part de la gens Calpúrnia, una antiga família romana d'origen plebeu.
Era fill de Luci Calpurni Pisó Frugi, pretor l'any 112 aC, i era, com ho van ser el seu pare i el seu avi, un home íntegre. Va ser el col·lega de Verres en la pretoria a l'any 74 aC, però es va oposar a algunes mesures poc legals del seu col·lega. Un fill seu, Gai Calpurni Pisó Frugi, va ser qüestor l'any 58 aC.